# خوان ألباريث دي توليدو
خوان ألباريث دي توليدو (بالإسبانية: Juan Álvarez de Toledo)‏ أسقف وكبير الأساقفة من الرهبة الدومينيكانية وكاردينال بالكنيسة الرومانية الكاثوليكية ومحقق في روما، وُلد في طليطلة في 15 يوليو عام 1488. وتُوفي في روما في 15 سبتمبر عام 1557.